# Gmina Šentjernej
Šentjernej – gmina w południowo-wschodniej Słowenii. W 2010 roku liczyła 6600 mieszkańców.

## Miejscowości
Miejscowości wchodzące w skład gminy Šentjernej:

- Apnenik
- Breška vas
- Brezje pri Šentjerneju
- Cerov Log
- Čadraže
- Čisti Breg
- Dobravica
- Dolenja Brezovica
- Dolenja Stara vas
- Dolenje Gradišče pri Šentjerneju
- Dolenje Mokro Polje
- Dolenje Vrhpolje
- Dolenji Maharovec
- Drama
- Drča
- Gorenja Brezovica
- Gorenja Gomila
- Gorenja Stara vas
- Gorenje Gradišče pri Šentjerneju
- Gorenje Mokro Polje
- Gorenje Vrhpolje
- Gorenji Maharovec
- Groblje pri Prekopi
- Gruča
- Hrastje
- Hrvaški Brod
- Imenje
- Javorovica
- Ledeča vas
- Loka
- Mali Ban
- Mihovica
- Mihovo
- Mršeča vas
- Orehovica
- Ostrog
- Polhovica
- Prapreče pri Šentjerneju
- Pristava pri Šentjerneju
- Pristavica
- Rakovnik
- Razdrto
- Roje
- Sela pri Šentjerneju
- Šentjakob
- Šentjernej – siedziba gminy
- Šmalčja vas
- Šmarje
- Tolsti Vrh
- Veliki Ban
- Volčkova vas
- Vratno
- Vrbovce
- Vrh pri Šentjerneju
- Zameško
- Zapuže
- Žerjavin
- Žvabovo